# Литтл, Брэд
Брэ́дли Джей Литтл (англ. Brad Little; род. 15 февраля 1954, Эмметт, Айдахо) — американский политик, член Республиканской партии. Вице-губернатор штата Айдахо с 2009 по 2019 год. Губернатор Айдахо с 2019 года.

## Биография
Родился и вырос в Эмметте (штат Айдахо), окончил среднюю школу в 1972 году. Учился в Айдахском университете в Москоу, был членом студенческого братства Idaho Alpha и получил степень бакалавра в области агробизнеса в 1976 году.
В мае 2001 года был назначен губернатором Дирком Кемпторном в сенат штата от 8-го округа, который охватывал часть округа Джем, примыкающую к северу от Эммета, а также округа Бойсе, Валли и Адамс и южную часть округа Айдахо.
После изменения границ округа в 2001—2002 годах был избран осенью 2002 года от 11-го округа, который охватывал весь округ Джем и северную часть округа Каньон, включая города Миддлтон и Парма. Впоследствии четыре раза переизбирался сенатором от 11-го округа. Был избран в 2003 году своими коллегами-республиканцами на руководящую должность председателя фракции большинства, которую занимал до 2009 года.
В январе 2009 года губернатор Бутч Оттер назначил Брэда Литтла на должность вице-губернатора, чтобы заполнить вакансию, оставшуюся после избрания бывшего вице-губернатора Джима Риша в Сенат США в 2008 году. Брэд Литтл принял присягу 6 января 2009 года и единогласно утвержден Сенатом Айдахо 12 января 2009 года. В 2014 году был переизбран на должность вице-губернатора.
В июне 2016 года Литтл выдвинул свою кандидатуру на губернаторских выборах в Айдахо в 2018 году. Он сказал, что Национальная лаборатория Айдахо станет приоритетом, если он станет губернатором. Кандидатуру Литтла поддержали действующий губернатор Бутч Оттер, бывшие губернаторы Дирк Кемпторн и Фил Батт, а также сенатор США Джим Риш. Во время своей предвыборной кампании Литтл призвал к поэтапному снижению подоходного налога штата на 350 миллионов долларов и отмене налога на продукты в штате Айдахо.
Литтл победил на праймериз Республиканской партии штата Айдахо, обойдя конгрессмена Рауля Лабрадора и бизнесмена Томми Олквиста с 37,3 % голосов. На всеобщих выборах, состоявшихся 6 ноября 2018 года, он победил Полетт Джордан, кандидата от Демократической партии штата Айдахо, набрав более 130 000 голосов.
В марте 2022 года Литтл подал документы для участия в губернаторских выборах в Айдахо в 2022 году чтобы баллотироваться на второй срок, объявив о своём намерении баллотироваться в предыдущем месяце. В мае он выиграл номинацию от Республиканской партии, победив вице-губернатора Дженис Макгичин.
Безальтернативным кандидатом от Демократической партии в губернаторской гонке стал Стивен Хейдт. Антиправительственный активист Аммон Банди участвовал как независимый кандидат. Литтл легко победил на выборах 8 ноября, подтвердив победу во всех округах, кроме округа Блейн, который выиграл Хейдт.